# Tomasz Strzelczyk
Tomasz Strzelczyk – polski funkcjonariusz służb specjalnych i Policji, w latach 2024–2025 zastępca Szefa, a od 2025 Szef Centralnego Biura Antykorupcyjnego (początkowo jako p.o.).

## Życiorys
Odbył szkolenia m.in. z zakresu postępowań karnych i skarbowych oraz rynków kapitałowych i finansowych. W latach 1992–2015 służył w Policji, dochodząc do stopnia młodszego inspektora. Zajmował się m.in. zwalczaniem przestępczości gospodarczej oraz narkotykowej (w tym mafii wołomińskiej), został naczelnikiem jednego z wydziałów Centralnego Biura Śledczego Policji w Ostrołęce. Współtworzył jednostkę CBŚP w tym mieście.
W latach 2015–2020 funkcjonariusz Centralnego Biura Antykorupcyjnego, pracował jako naczelnik Wydziału Operacyjno-Śledczego w Warszawskim oddziale, następnie po degradacji na niższym stanowisku w bydgoskiej delegaturze tej instytucji. W 2018 doznał poważnych urazów w wypadku drogowym, na początku 2020 odszedł na emeryturę. W 2023 powrócił do pracy w CBA. Od 30 stycznia 2024 do 27 lutego 2025 pozostawał zastępcą szefa tej formacji. 28 lutego 2025 powierzono mu obowiązki Szefa Centralnego Biura Antykorupcyjnego po odwołaniu Agnieszki Kwiatkowskiej-Gurdak, 9 kwietnia 2025 został formalnie powołany na to stanowisko.
Żonaty, ma dwoje dzieci.

## Odznaczenia
Odznaczony m.in. Srebrnym i Brązowym Medalem za Długoletnią Służbę.